# Rovajärvi, Finland

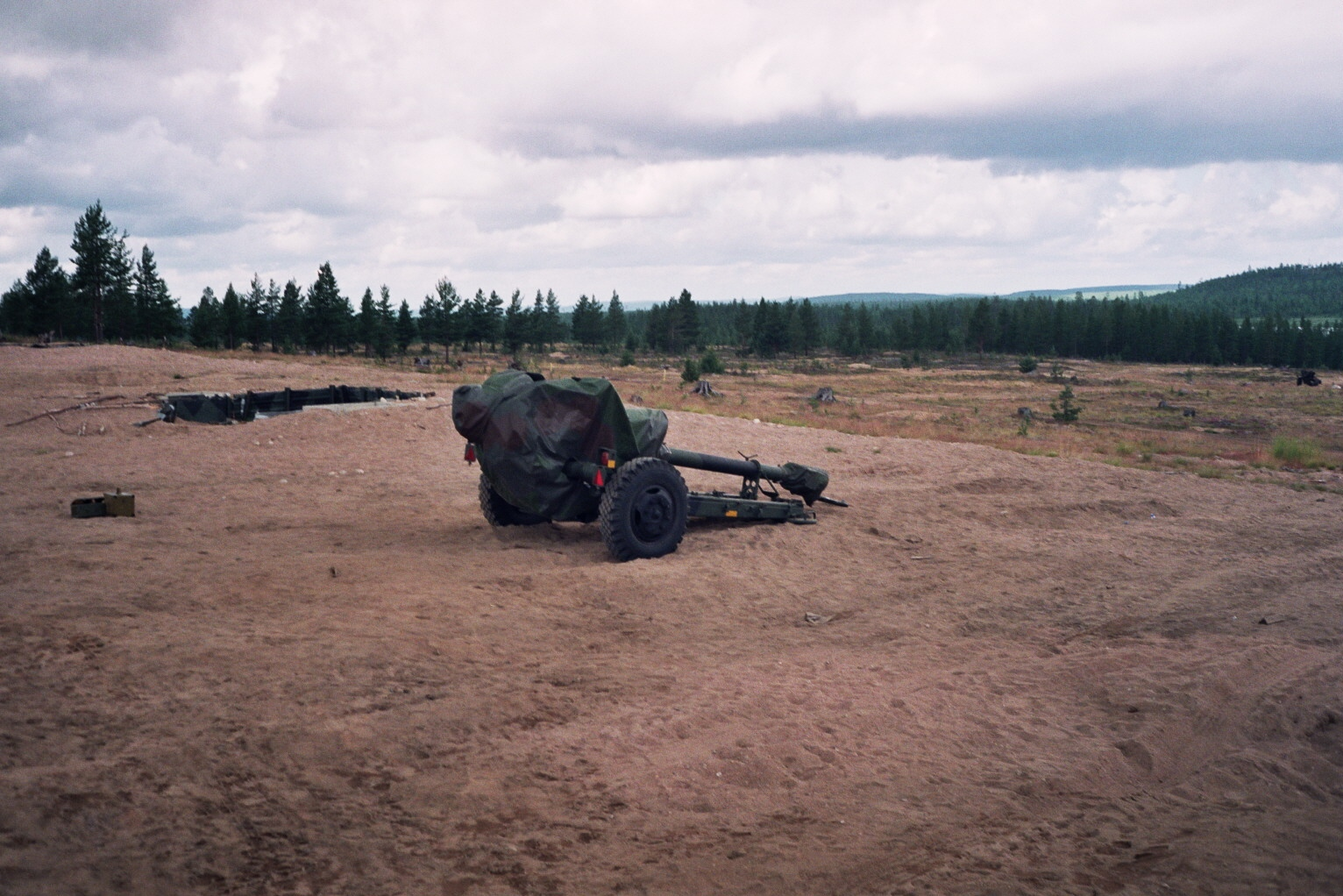
Rovajärvi skjutfält.

Rovajärvi är ett militärt övningsområde i Finland för bland annat artilleriet, beläget i Kemijärvi, Pelkosenniemi, Rovaniemi och Sodankylä. 
Övningsområdet, som omfattar 1 100 km², disponeras av finländska försvarsmakten sedan 1949 och blev dess huvudskjutområde 1986. De största manövrarna i Rovajärvi ordnas i maj-juni och november–december.